# Christopher Karatsonyi
Christopher Karatsonyi (* 31. Oktober 1985) ist ein deutscher (Off)-Sprecher, Moderator, Herausgeber und Webvideo- sowie Fernsehproduzent.

## Leben und Karriere
Seit 2000 arbeitet Karatsonyi als professioneller (Off)-Sprecher für diverse TV-, Werbe-, Event- oder E-Learning-Produktionen. Er wird mehrfach von verschiedenen TV-Sendern wie Kabel Eins, ProSieben oder RTL Zwei für Formate wie Koch die Box, Galileo oder Grip als Off-Sprecher oder Voiceover eingesetzt.
Seit 2007 fungiert er zudem als Radio-Werbestimme für Eddie Murphy.
2011 bis 2016 moderierte Karatsonyi die Morgensendung des privaten Hörfunksenders Radio Top FM und wechselte 2016 zu 95.5 Charivari (Münchens Hitradio), dessen Moderation er bis 2019 übernahm.
2018 bis 2020 war er als Presenter des Events BMW Movies "New Cars" Worldwide der BMW Group Careers tätig.
Seit 2019 ist er Herausgeber von Car Maniac, welches mit 4,2 Mio. Zuschauern im Monat, 780.000 Stunden Wiedergabezeit zu den erfolgreichsten YouTube-Kanälen für Elektromobilität gehört. Derzeit zählt der Kanal über 127 Mio. Aufrufe und 308.000 Abonnenten. (Stand: 19. August 2024) Ab Juli 2022 wurde Car Maniac auch für den deutschen TV-Sender Sport1 adaptiert, welches von Karatsonyi produziert und zusammen mit Laura-Marie Geissler moderiert wird.
Am 18. November 2019 lud Karatsonyi auf seinem Car Maniac Kanal ein rund 12-minütiges Video hoch, das Einblicke in die Synchronbranche und seiner Arbeit als Sprecher gab. Für dieses Video produzierte er auf Wunsch seiner Fans einen neusynchronisierten Trailer zu Rambo: Last Blood, der im Original nach dem seit 2019 gesundheitlich bedingten Rückzug des langjährigen Stammsprechers Thomas Danneberg von Jürgen Prochnow gesprochen wurde. Ebenso zeigte er einen Auszug aus einem seiner Intros für Car Maniac, bei welchem er Eddie Murphy nachsynchronisierte. Dieses Video erhielt schließlich viel Lob von Seiten seiner Fans und führte zu einer Online-Petition, in der Fans Karatsonyi als neuen Stammsprecher für die kommenden Eddie Murphy Filme einforderten, was allerdings bislang zu keinem Erfolg führte.